# Caratê nos Jogos Sul-Americanos de 2010
As competições de caratê nos Jogos Sul-Americanos de 2010 ocorreram entre 26 e 28 de março no Coliseo de Rionegro, em Rionegro. Dezoito eventos foram disputados.

## Calendário
| Março  | 17 | 18 | 19 | 20 | 21 | 22 | 23 | 24 | 25 | 26 | 27 | 28 | 29 | 30 | T  |
| ------ | -- | -- | -- | -- | -- | -- | -- | -- | -- | -- | -- | -- | -- | -- | -- |
| Caratê |    |    |    |    |    |    |    |    |    | 8  | 6  | 4  |    |    | 18 |

## Medalhistas
Masculino
| Evento                | Ouro | Prata | Bronze |
| Kata individual       | Antonio Díaz VEN Venezuela                                                                                   | Marco Sá BRA Brasil | Alfredo Tamashiro Noborikawa PER Peru Martín Juiz ARG Argentina |
| Kata por equipes      | Raúl Ceballos Abanto Jimmy Moreno Moreyra Alfredo Tamashiro Noborikawa PER Peru                              | Alexandre Cavalcante Klemerson Chagas Marco Sá BRA Brasil                                                                                           | Jamir Ávila Meneses Daniel Riveros Guerrero William Rodríguez COL Colômbia Luis Contreras Luis dos Santos Jean Vásquez VEN Venezuela |
| Kumitê até 60 kg      | Andrés Rendón Llanos COL Colômbia                                                                            | Miguel Soffia Oviedo CHI Chile | Francisco Salazar Vega ECU Equador Robin Blanco VEN Venezuela |
| Kumitê até 67 kg      | Jean Peña VEN Venezuela                                                                                      | Daniel Viveros Acosta ECU Equador | José Ramírez Gutiérres COL Colômbia Jesús Paucarcaja López PER Peru |
| Kumitê até 75 kg      | David Dubó Firmani CHI Chile                                                                                 | Esteban Espinoza León ECU Equador | Franco Icasati ARG Argentina Willians Quirino BRA Brasil |
| Kumitê até 84 kg      | Caio Duprat BRA Brasil                                                                                       | César Herrera VEN Venezuela | Edwin Assereto Aragón PER Peru Andrés Loor ECU Equador |
| Kumitê acima de 84 kg | Ángel Aponte VEN Venezuela                                                                                   | Franco Recouso ARG Argentina | Franklin Mina Guerrón ECU Equador Luis Alberto Alvarado PER Peru |
| Kumitê aberto         | José Ramírez Gutiérres COL Colômbia                                                                          | Franco Icasati ARG Argentina | Caio Duprat BRA Brasil Franklin Mina Guerrón ECU Equador |
| Kumitê por equipes    | Wellington Barbosa Douglas Brose Rafael Martins Willians Quirino Luiz Santana Júnior Thiago Silva BRA Brasil | Camilo Cárdenas Francisco Cifuente Escandón Leonardo Felizzola Villamil Yilber Ocoro Vente José Ramírez Gutiérres Andrés Rendón Llanos COL Colômbia | Diego Borquez Rodríguez David Dubó Firmani Cristian Figueredo Torres Mauro Fuentes Moscoso Roberto Salgado Lucero Miguel Soffia Oviedo CHI Chile Ángel Aponte Robin Blanco César Herrera Jean Peña Andrés Pirela Yeremi Rodríguez VEN Venezuela |

Feminino
| Evento                | Ouro                                                               | Prata                                                                                    | Bronze |
| Kata individual       | Sandra Salazar PER Peru                                            | Yohana Sánchez VEN Venezuela                                                             | Patrícia Chiron BRA Brasil Yessenia Reyes ECU Equador |
| Kata por equipes      | Wendy Chac García Saida Salcedo Hermoza Akemi Takasi PER Peru      | Elaine Martínez Yenire Rivero Johana Sánchez VEN Venezuela                               | Marta Castaño Cardona Edith Quintero Grisales Diana Ríos Vargas COL Colômbia Priscila Cáceres Ortiz Suanny Guadalupe Coello Yessenia Reyes ECU Equador                                                                |
| Kumitê até 50 kg      | Gabriela Bruna Piutrin CHI Chile                                   | Jéssica Cândido BRA Brasil                                                               | Dougmay Camacaro VEN Venezuela Merly Huamani Aparicio PER Peru |
| Kumitê até 55 kg      | Jessy Reyes Contreras CHI Chile                                    | Valéria Kumizaki BRA Brasil                                                              | Jacqueline Factos Henao ECU Equador Stella Urango Martínez COL Colômbia |
| Kumitê até 61 kg      | Alexandra Grande Risco PER Peru                                    | Virginia Acevedo ARG Argentina                                                           | Lina Gómez Alzate COL Colômbia Daniela Suárez VEN Venezuela |
| Kumitê até 68 kg      | Yoly Guillén VEN Venezuela                                         | Lucélia Ribeiro BRA Brasil                                                               | Verónica Lugo ARG Argentina Ana Escandón COL Colômbia |
| Kumitê acima de 68 kg | Yeisy Piña VEN Venezuela                                           | Perla Salazar ARG Argentina                                                              | nenhum |
| Kumitê aberto         | Stella Urango Martínez COL Colômbia                                | Carmen Arias Nazareno ECU Equador                                                        | Alexandra Grande Risco PER Peru Natália Brozulatto BRA Brasil |
| Kumitê por equipes    | Yoly Guillén Thays Moncada Yeisy Piña Daniela Suárez VEN Venezuela | Carmen Arias Priscila Cáceres Ortiz Jacqueline Factos Henao María Reyes Ruiz ECU Equador | Natália Brozulatto Lucélia Carvalho Jeanis Colzani Beatriz Janini Valéria Kumizaki Lucélia Ribeiro BRA Brasil Gabriela Bruna Piutrin Elisabeth Retamal Balboa Jessy Reyes Contreras Lorena Salamanca Castro CHI Chile |

## Quadro de medalhas
| Ordem | País      | Medalha de ouro | Medalha de prata | Medalha de bronze | Total |
| ----- | --------- | --------------- | ---------------- | ----------------- | ----- |
| 1     | Venezuela | 6               | 3                | 5                 | 14    |
| 2     | Peru      | 4               |                  | 6                 | 10    |
| 3     | Colômbia  | 3               | 1                | 6                 | 10    |
| 4     | Chile     | 3               | 1                | 2                 | 6     |
| 5     | Brasil    | 2               | 5                | 5                 | 12    |
| 6     | Equador   |                 | 4                | 7                 | 11    |
| 7     | Argentina |                 | 4                | 3                 | 7     |
| TOTAL | TOTAL     | 18              | 18               | 34                | 70    |